# Arboretum du Chêne-Vert
El Arboreto de la Encina (en francés: Arboretum du Chêne-Vert) es un arboreto y jardín botánico de 3 hectáreas de extensión de propiedad municipal de la comuna de Chabanais, en Francia.
El arboreto tiene el reconocimiento de "Collection National" por el Conservatorio de colecciones vegetales especializadas (CCVS) por su colección de dos géneros, Stewartia y Cornus, y una familia, Hamamelidaceae.

## Localización
En la carretera nacional, entre Angulema y Limoges, cuando el río Vienne se niega a seguir su curso a través de la Charente, prefiriendo prolongar su viaje en Limousin, contorneando el pie del Massif central, el arboreto marca la entrada en la región de Limousine de Chabanais, pueblo de menos de dos mil habitantes, el corazón de la Limusina-Charente de naturaleza Granítica adyacente al departamento de Charente de naturaleza de piedra caliza.
La tierra se desliza suavemente del medio de la colina de granito de una vieja montaña ya desgastada, a 170 m sobre el nivel del mar, dando al río con bancos de limo bancos a una altitud de 153 m s. n. m.; 
El terreno del arboreto contiene arena granítica, arcilla (limo azul), "melones" de granito grís, constituyen en general un suelo bastante ácido.
Arboretum du Chêne-Vert, Le Chêne Vert, 16150 Chabanais, Département de Charente, Limousin, France-Francia.
Se encuentra abierto todos los días del año, se cobra una tarifa de entrada.

## Historia
Se crea a partir de una pequeña propiedad fragmentada de una granja familiar, el arboretum se monta en tres hectáreas. Su superficie es el resultado de las últimas particiones de la familia en 1964. 
El "arboretum du Chêne-Vert" fue creado en 1977, y sobre todo desarrollado a partir de 1985.
El terreno norte junto a la carretera, previamente conformado de 5.000 m² de huerta con algunos árboles frutales y arbustos "productivos". 
Las restantes 2 hectáreas y media eran un prado con algunos árboles (fresnos, robles ...), limita al sur a lo largo del río Vienne, con una hilera de álamos. 

## Colecciones
Actualmente hay unas 3000 especies vegetales que se encuentran en estudio de aclimatación en un lugar « paysager naturel ». Árboles, arbustos y plantas perennes, incluyendo abedules (40 variedades), pinos (60), magnolias (40), arces (102), robles (60), así como híbridos de Rosa ( 75 variedades), Lonicera (60), y Cornus (40).
Así como hierbas, helechos, bulbos, árboles notables, árboles frutales, arbustos, plantas perennes y plantas ornamentales de flor.
Integrado principalmente por plantas adaptadas que requiere sólo un cultivo natural, contiene tres colecciones botánicas especializados (reconocidas por el « Conservatoire français des collections végétales spécialisées » CCVS) : dos géneros, Stewartia y Cornus, y una familia, Hamamelidaceae.